# Institut für Theoretische und Experimentelle Physik

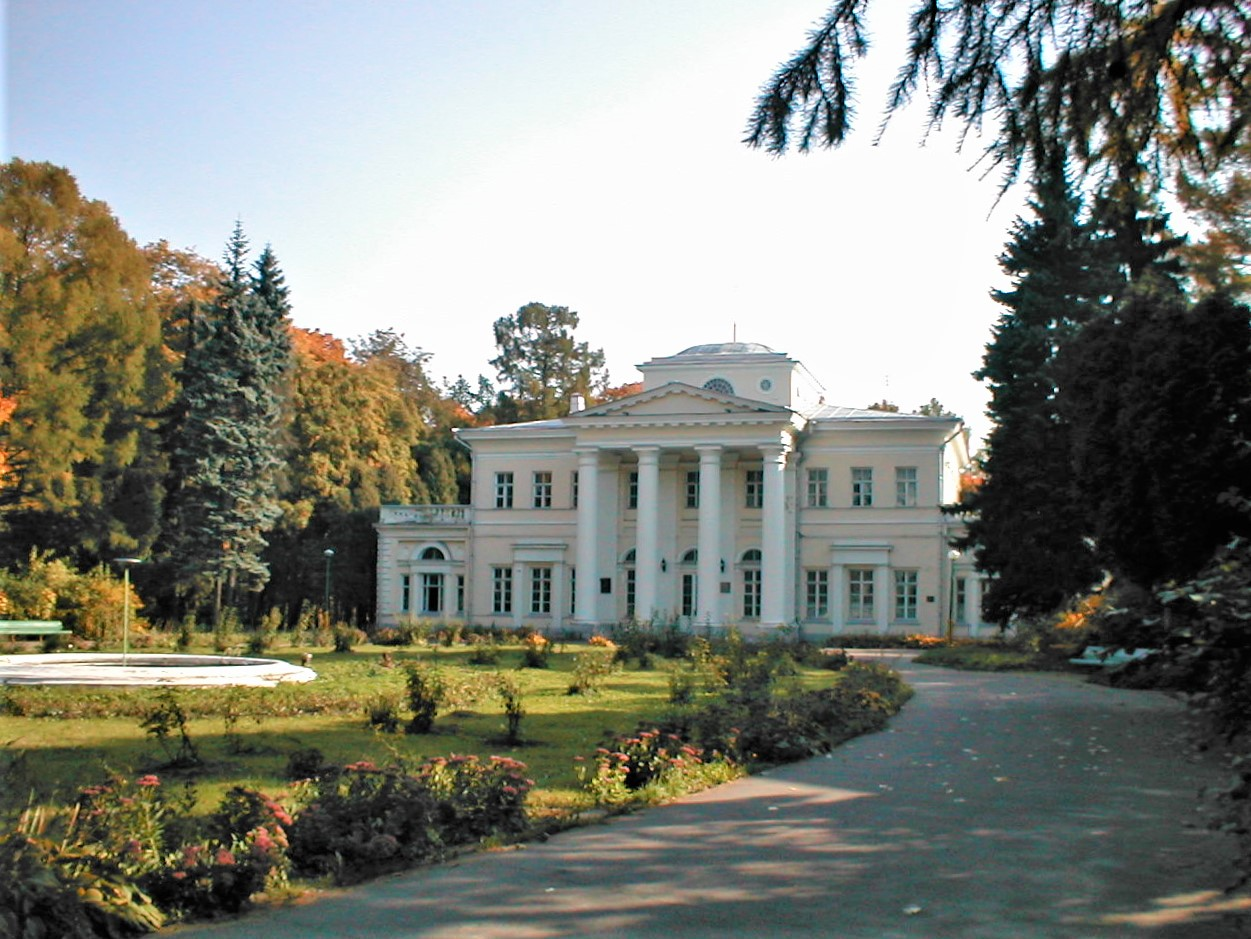
ITEP-Hauptgebäude

Das Institut für Theoretische und Experimentelle Physik in Moskau, kurz ITEP (SSC RF ITEP), russisch Институт теоретической и экспериментальной физики, ist ein Physik-Institut, das der Atombehörde Rosatom unterstellt ist. Es liegt nah der Ecke Sewastopol-Prospekt zum Nachimowski-Prospekt (Bolschaja Cheremuskinskaja 25) und ist auf dem Gelände eines Herrschaftssitzes aus dem 18. Jahrhundert untergebracht (Cheremushki).

## Geschichte
Das ITEP wurde am 1. Dezember 1945 gegründet und befasste sich Anfang 1947 bis 1949 mit der Entwicklung der Theorie von Kernreaktoren. Damals hieß es noch Labor 3. Gründer und bis 1968 Direktor war Abram Isaakowitsch Alichanow. Am ITEP wird in unterschiedlichsten Bereichen der Grundlagenforschung und angewandten Forschung von der Physik und Mathematik bis zu Biologie und Chemie gearbeitet. Die Mitarbeiter sind auch in der Lehre tätig (auf Vordiplom- und Diplomebene sowie Promotionen) und organisieren regelmäßig Konferenzen, Seminare und eine Winterschule.
Ab 1949 unterhielt das ITEP einen Schwerwasserreaktor (noch heute ist dort ein Schwerwasserreaktor Maket) und ab 1961 ein 7-GeV-Protonen-Synchrotron, der erste russische Teilchenbeschleuniger mit starker Fokussierung und Prototyp für den späteren 76-GeV-Beschleuniger in Protwino. Heute unterhalten sie ein 10-GeV-Protonen-Synchrotron und einen Protonen-Linearbeschleuniger. Wissenschaftler des ITEP gewannen in der Zeit der Sowjetunion 8 Leninpreise und 29 Staatspreise.
Ab den 1980er Jahren wurde ein Forschungsprogramm zur Erforschung der Kernfusion mittels Schwerionenbeschleunigern gestartet.
Zurzeit (2008) werden als Schwerpunktfelder Theoretische und Mathematische Physik (z. B. Quantenfeldtheorie und Stringtheorie), Astrophysik, Elementarteilchenphysik (sie sind z. B. mit Arbeitsgruppen an DESY- und CERN-Experimenten beteiligt), Kernphysik, Plasmaphysik, Festkörperphysik, Nanotechnologien, Kernreaktortechnik, Beschleunigerphysik, medizinische Physik (wie PET-Geräte, Krebsbehandlung mit dem Protonen-Beschleuniger) und Informatik angegeben. Sie waren eines der ersten über das World Wide Web vernetzten russischen Institute und betreiben den Moskauer Spiegel des Arxiv-Preprint-Servers.

## Direktoren
- 1945–1968 Abram Isaakowitsch Alichanow
- 1968–1997 Iwan Wassiljewitsch Tschuwilo
- 1997–2001 Michail Wladimirowitsch Danilow
- 2001–2005 Alexander Leonidowitsch Suworow
- 2005–2008 Boris Jurjewitsch Scharkow
- 2008–2009 Wjatscheslaw Nikolajewitsch Konew
- 2009–2010 Nikolai Jewgenjewitsch Tjurin
- 2010 Wladimir Igorewitsch Schewtschenko
- 2010–2015 Juri Fedorowitsch Koslow
- seit 2015 Wiktor Jurjewitsch Jegorytschew

## Bedeutung
Von prägender Bedeutung waren die russischen theoretischen Physiker Lew Landau (das ITEP betrachtet sich in der Tradition der Landau-Schule) und Isaak Pomerantschuk gewesen, der ab den 1950er Jahren hier ein Seminar leitete. Das bekannte Lehrbuch der Quantenelektrodynamik von Alexander Achijeser und W. B. Berestezki entstand am Institut 1953. Erfolge erzielte das ITEP z. B. mit Wissenschaftlern wie Michail Schifman, Boris Joffe, Arkady Vainshtein, Michail Woloschin, Victor A. Novikov und Walentin Sacharow (Zakharov) in der Quantenchromodynamik in den 1980er Jahren. Weitere Theoretiker waren Wadim Knischnik, Alexei Morosow, Igor Kritschewer und Sergei Gukow im Bereich der Stringtheorie, Quantenfeldtheorie und mathematischen Physik, Alexander Dolgow in der Kosmologie, Igor Kobsarew, Michael Marinov. Weitere wichtige theoretische Physiker am Institut waren Karen Ter-Martirosjan und Lew Okun, die beide zu Zeiten der Sowjetunion für die Auswahl der Wissenschaftler zuständig waren, was damals einer strengen „Siebung“ gleichkam.

## Pomerantschuk-Preis
Das ITEP vergibt seit 1998 den Pomerantschuk-Preis (russisch Премия Померанчука) zu Ehren von Isaak Jakowlewitsch Pomerantschuk. Preisträger sind:
- 1998 Sidney Drell, Alexander Iljitsch Achijeser
- 1999 Karen Awetowitsch Ter-Martirosjan, Gabriele Veneziano
- 2000 Jewgeni Lwowitsch Feinberg, James Bjorken
- 2001 Lew Nikolajewitsch Lipatow, Tullio Regge
- 2002 Bryce DeWitt, Ludwig Dmitrijewitsch Faddejew
- 2003 Waleri Anatoljewitsch Rubakow, Freeman J. Dyson
- 2004 Alexander Fjodorowitsch Andrejew, Alexander Markowitsch Poljakow
- 2005 Iossif Benzionowitsch Chriplowitsch, Arkady Vainshtein
- 2006 Wadim Alexejewitsch Kusmin, Howard Georgi
- 2007 Alexander Abramowitsch Belawin, Yōichirō Nambu
- 2008 Leonard Susskind, Lew Borissowitsch Okun
- 2009 Boris Lasarewitsch Joffe, Nicola Cabibbo
- 2010 Walentin Iwanowitsch Sacharow, André Martin
- 2011 Heinrich Leutwyler, Semjon Solomonowitsch Gerschtein
- 2012 Spartak Timofejewitsch Beljajew, Juan Maldacena
- 2013 Andrei Alexejewitsch Slawnow, Michail Schifman
- 2014 Leonid Weniaminowitsch Keldysch, Alexander Borissowitsch Samolodtschikow
- 2015 Stanley Brodsky, Wiktor Sergejewitsch Fadin
- 2016 Curtis Callan, Juri Antonowitsch Simonow
- 2017 Juri Moissejewitsch Kagan, Igor Klebanov
- 2018 Giorgio Parisi, Lew Petrowitsch Pitajewski
- 2019 Roger Penrose, Wladimir Stepanowitsch Popow[2]
- 2020 Sergio Ferrara, Michail Andrejewitsch Wassiliew[3]
- 2021 Larry McLerran, Alexei Alexandrowitsch Starobinski[4]
- 2022 Luciano Maiani, Irina Jaroslawna Arefjewa[5]
- 2023 Yakir Aharonov, Arcady Tseytlin[6]
- 2024 Andrei Dmitrijewitsch Linde, Igor Wiktorowitsch Tjutin[7]
- 2025 Igor Dmitrijewitsch Nowikow, Michail Jewgenjewitsch Schaposchnikow[8]